# Szergej Sztanisev
Szergej Sztanisev (teljes neve: Szergej Dmitrievics Sztanisev, bolgárul: Сергей Дмитриевич Станишев), (Herszon (Ukrajna), 1966. május 5.) bolgár politikus, a Bolgár Szocialista Párt tagja. 2005. augusztus 17. és 2009. július 27. között Bulgária miniszterelnöke.

## Életpályája
Édesapja, Dimitar Sztanisev, a Bolgár Kommunista Párt Központi Bizottságának titkára volt. Édesanyja orosz nemzetiségű.
1989-ben történelem szakon végzett a Moszkvai Állami Egyetemen.
Nőtlen, de élettársi kapcsolatban él Elena Joncseva, bolgár televíziós újságírónővel.
Szergej Sztanisev 1991-ig szovjet állampolgár, majd 1996-ig orosz állampolgár. 1996-ban lemondott orosz állampolgárságáról, és felvette a bolgár állampolgárságot. Apai nevét (Dmitrijevics) azonban nem bolgárosította Dimitrovra, hanem továbbra is orosz változatban használja.

## Politikai pályafutása
2000-től a Bolgár Szocialista Párt Legfelsőbb Tanácsának tagja, 2001-től a párt elnöke.
2001-től képviselő a bolgár parlamentben, 2005-ig a szocialista frakció frakcióvezetője.
2005. augusztus 17. és 2009. július 27. között Bulgária miniszterelnöke volt.